# 팽조적
학사(學士) 팽조적(彭祖逖)은 책에 지나치게 욕심내는 버릇이 있었으므로, 띠로 만든 서너 칸의 집에 비바람이 사방에서 들이치고 쌀과 땔나무를 구하기 어려웠지만 언제나 안정되고 편안하게 지냈다. 문장을 지을 때는 반드시 근거를 가지고 있었으므로 〈그의 글을〉 읽는 사람들은 〈이해하기〉 어려운 글귀를 만나곤 하였다. 의종(毅宗) 말년에 재상[相國] 이광진(李光縉)은 겸손하고 공손하며 신중하였으므로 환난을 입지 않았다. 팽조적이 중서성[綸苑]에 재직하면서 〈이광진에게〉 고(誥)를 지어 이르기를,
‘온갖 어렵고 험난한 일들을 두루 겪어
또한 위태로웠다고 말할 수 있으나,
온화함과 선량함, 공손함과 검소함[溫良恭儉]으로 이〈자리〉를 얻었으니,
끝까지 허물이 없었도다.’
라고 하였다.
명종[明王] 초기에 종백(宗伯)인 한언국(韓彦國)이 새로 급제한 여러 문생[諸生]을 이끌고 〈한언국의〉 지공거[恩門]인 재상[相國] 최유청(崔惟淸)을 만나서 시를 지어 그에게 감사인사를 하였다. 팽조적이 그 시에 화답하였는데 〈시의〉 서문[引]에 이르기를,
‘군자라고 일컬을 만한 사람에게서 군자가 나오니
계속하여 뛰어난 인재[英才]를 얻었고,
문생 아래에 문생이니 함께 늘어서서
감사의 인사를 올리네.’
라고 하였다. 또 이르기를,
‘사자 굴 안의 사자이니 울부짖는 소리는 동일하고,
계수나무 숲 아래의 계수나무이니 향기가 서로 다르지 않네.’
라고 하였으니, 그 기이하고 수준 높음이 이와 같았다.
만년에는 더욱 더 불교 경전[內典]을 좋아하여 화엄종 승려 장관(壯觀)에게서 법계관(法界觀)을 배우고 백운시(百韻詩)를 지어 감사 인사를 표하였는데, 세상에서는 〈이 백운시를〉 조적(祖逖)의 보살송(菩薩頌)이라고 불렀다.

學士彭祖逖, 有貪書之癖, 茅茨數椽, 風雨四至, 買桂炊玉, 常晏如也. 爲文章必有根柢, 讀者至於難句. 毅王末年, 相國李光縉, 謙恭謹愼, 不及於難. 公在綸苑作誥云, ‘險阻艱難備嘗矣, 亦曰殆哉, 溫良恭儉以得之, 終無咎也.’ 明王初, 宗伯韓彦國, 引新榜諸生, 謁恩門崔相國, 作詩謝之. 公和其詩引云, ‘君子人君子, 繼得英才, 門生下門生, 共陳禮謝.’ 又云, ‘師子窟中師子, 同一吼音, 桂枝林下桂枝, 無二熏氣.’ 其奇險如是. 晩年尤嗜內典與, 華嚴師壯觀學法界觀, 作百韻謝之, 世號祖逖菩薩頌.
<破閑集 卷下 學士 彭祖逖(1220年)>